# David J. Skal
Œuvres principales
- Les Croque-morts

David John Skal, né le 21 juin 1952 à Garfield Heights en Ohio et mort le 1er janvier 2024 à Los Angeles en Californie, est un écrivain essayiste américain qui se consacre au genre fantastique et à la science-fiction.

## Biographie

### Jeunesse et formations
David John Skal est né à Garfield Heights, Ohio, le 21 juin 1952. Il suit des études de journalisme à l'Université de l'Ohio et devient rédacteur en chef adjoint et critique de cinéma pour le journal de l'université. Il est diplômé en 1974. Il effectue ensuite un stage à la National Endowment for the Arts (agence fédérale pour la culture aux États-Unis) et devient directeur de la publicité de la Hartford Stage Company.

### Carrière
David Skal débute employé par différents théâtres : le Theatre Communications Group de New York et l'American Conservatory Theater de San Francisco.
Au cours des années 1980, Skal rédige  trois romans de science-fiction : Scavengers (1980), When We Were Good (1981) et Antibodies (1988).

### Vie privée
David J. Skal meurt à Los Angeles le 1er janvier 2024 à l’âge de 71 ans.

## Œuvres

### Romans
- Les Croque-morts, Robert Laffont, coll. Ailleurs et Demain, no 72, 1982 ((en) Scavengers, Pocket Books, 1980), trad. Loris Murail et Nathalie Zimmermann  (ISBN 2-221-00845-6)
- (en) When We Were Good, 1981
- (en) Antibodies, 1988

### Nouvelles traduites en français
- Crayola, 1976 ((en) Crayola, 1972), trad. Alain DorémieuxParu initialement dans Clarion II, anthologie composée par Robin Scott Wilson ; in Cauchemars au ralenti, Casterman, coll. Autres temps, autres mondes - Anthologies no 19
- Flottement, 1976 ((en) Floating, 1973), trad. Francis BeboucheParu initialement dans The Magazine of Fantasy & Science Fiction no 267 ; in Fiction no 268, OPTA